# Klaus Motschmann

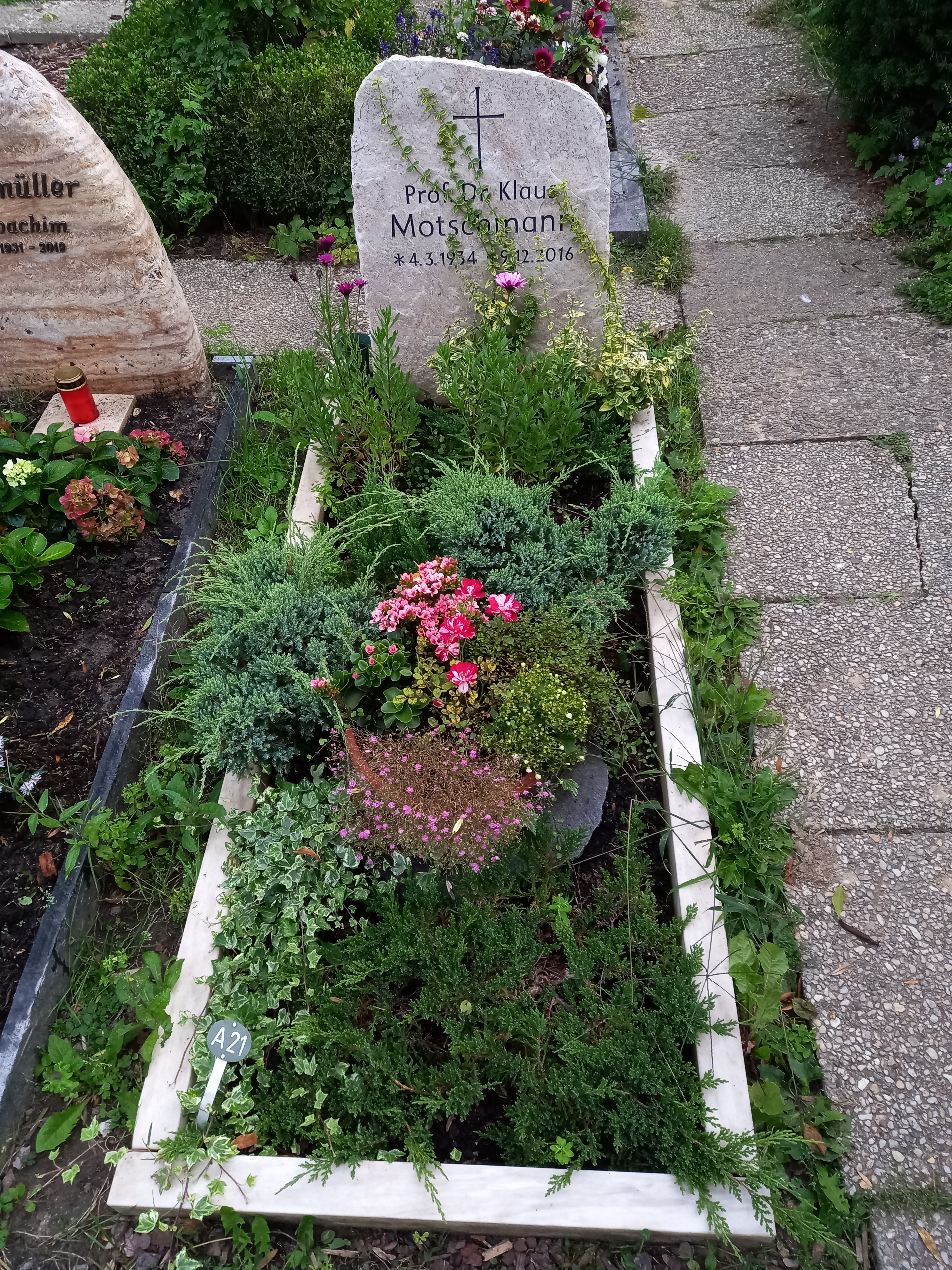
Das Grab von Klaus Motschmann auf dem Evangelischen Friedhof Alt-Schmargendorf in Berlin

Klaus Motschmann (* 4. März 1934 in Berlin; † 9. Dezember 2016 ebenda) war ein deutscher Politikwissenschaftler.

## Leben
Klaus Motschmann studierte evangelische Theologie, neuere Geschichte und Politikwissenschaft in Ost- und West-Berlin. 1969 wurde er zum Dr. phil. promoviert. Er lehrte von 1972 bis 1997 als Professor für Politikwissenschaft an der Hochschule der Künste Berlin.
Motschmann gehörte dem Kuratorium der Konservativen Aktion an. Er war zusammen mit Lothar Bossle, Gerd-Klaus Kaltenbrunner, Erik von Kuehnelt-Leddihn, Alfred Schickel, Hans Sedlmayr, Gustav Sichelschmidt, und Wolfgang Strauß Redakteur der von der Gesellschaft für Konservative Publizistik (Bonn-Bad Godesberg) herausgegebenen Zeitschrift Konservativ heute (1970–1979), Presseorgan der Frankfurter Tafelrunde. Konservativ heute fusionierte 1980 mit dem Magazin Criticón. Er war ab 1980, nach der Fusion mit Criticón, Mitherausgeber und Mitredakteur der Zeitschrift. Des Weiteren war er bis zu seinem Tod ständiger Mitarbeiter, Kolumnist und Berater der Wochenzeitung Junge Freiheit.
Er war Mitglied des Vorstandes der Evangelischen Notgemeinschaft in Deutschland und Erstunterzeichner der „Aktion Linkstrend stoppen“.
Motschmann veröffentlichte unter anderem in der konservativ-lutherischen Zeitschrift Erneuerung und Abwehr der „Evangelischen Notgemeinschaft“. Er war zudem jahrzehntelang Schriftleiter der Publikation. Darüber hinaus arbeitete er mit den konservativen katholischen Organisationen des Christoferuswerks und dem KOMM-MIT-Jugendverlag zusammen.
2002 war Motschmann einer von 22 Professoren, die sich in einer gemeinsamen Erklärung gegen praktizierende Homosexuelle im Pfarramt wandten. 2010 gehörte er zu den Erstunterzeichnern des „Manifests gegen den Linkstrend“ in der CDU.
Klaus Motschmann wurde in der öffentlichen Meinung der Neuen Rechten zugeordnet.
Motschmann hatte drei Kinder. Sein Bruder war der Pastor Jens Motschmann, der auch die Trauerfeier für ihn hielt.

## Schriften (Auswahl)
- Evangelische Kirche und preussischer Staat in den Anfängen der Weimarer Republik. Möglichkeiten u. Grenzen ihrer Zusammenarbeit. Matthiesen, Lübeck und Hamburg 1969 (zugleich diss. phil, FU Berlin 1969; unter dem Namen Claus Motschmann)
- Herrschaft der Minderheit. Die verratene Basis. Wirtschaftsverlag Langen-Müller/Herbig, München 1983, ISBN 3-7844-7102-1
- Mythos Sozialismus. Von den Schwierigkeiten der Entmythologisierung einer Ideologie. In: Mut, Asendorf 1990, ISBN 3-89182-043-7.
- (Hrsg.) Abschied vom Abendland? Die Moderne in der Krise. Leopold Stocker Verlag, Graz, ISBN 978-3-7020-0798-0
- (Hrsg.) Zeugnis und Widerstand – Der Christ in Kultur- und Kirchenkämpfen unserer Zeit. Uhldingen-Mühlhofen 2007, ISBN 978-3-9810006-6-5
- Dialog zwischen Christentum und Marxismus? In: Helmut Matthies, Jens Motschmann (Hrsg.): Rotbuch Kirche. Seewald Verlag, Stuttgart 1976, jens-motschmann.de (Memento vom 30. Januar 2016 im Internet Archive)